# آل کاپون (فیلم)
آل کاپون (انگلیسی: Al Capone) فیلمی در ژانر زندگینامه‌ای به کارگردانی ریچارد ویلسون است که در سال ۱۹۵۹ منتشر شد. از بازیگران آن می‌توان به راد استایگر اشاره کرد.